# MLB All-Star Game 2017
MLB All-Star Game 2017 – 88. Mecz Gwiazd ligi MLB, który odbył się 11 lipca 2017 roku na stadionie Marlins Park w Miami.
Był to pierwszy All-Star Game przeprowadzony w tym mieście. Menadżerem NL All-Star Team był Joe Maddon z Chicago Cubs, zaś AL All-Star Team miał poprowadzić Terry Francona z Cleveland Indians, jednak z powodów zdrowotnych zastąpił go jego asystent z Indians Brad Mills. Był to również pierwszy Mecz Gwiazd MLB od 2002, który nie decydował o przewadze własnego boiska w World Series.
Mecz zakończył się zwycięstwem American League All-Stars 2–1. Spotkanie obejrzało 37 188 widzów. Najbardziej wartościowym zawodnikiem meczu wybrano Robinsona Canó ze Seattle Mariners, który jako pinch hitter zdobył decydującego o zwycięstwie home runa w pierwszej połowie dziesiątej zmiany.

## Wyjściowe składy
| American League | American League | American League | American League | National League | National League   | National League | National League |
| #               | Zawodnik        | Klub            | Pozycja         | #               | Zawodnik          | Klub            | Pozycja         |
| --------------- | --------------- | --------------- | --------------- | --------------- | ----------------- | --------------- | --------------- |
| 1               | José Altuve     | Astros          | 2B              | 1               | Charlie Blackmon  | Rockies         | CF              |
| 2               | José Ramírez    | Indians         | 3B              | 2               | Giancarlo Stanton | Marlins         | DH              |
| 3               | Aaron Judge     | Yankees         | RF              | 3               | Bryce Harper      | Nationals       | RF              |
| 4               | George Springer | Astros          | LF              | 4               | Buster Posey      | Giants          | C               |
| 5               | Carlos Correa   | Astros          | SS              | 5               | Daniel Murphy     | Nationals       | 2B              |
| 6               | Justin Smoak    | Blue Jays       | 1B              | 6               | Nolan Arenado     | Rockies         | 3B              |
| 7               | Corey Dickerson | Rays            | DH              | 7               | Ryan Zimmerman    | Nationals       | 1B              |
| 8               | Salvador Pérez  | Royals          | C               | 8               | Marcell Ozuna     | Marlins         | LF              |
| 9               | Mookie Betts    | Red Sox         | CF              | 9               | Zack Cozart       | Reds            | SS              |
|                 | Chris Sale      | Red Sox         | P               |                 | Max Scherzer      | Nationals       | P               |

| American League | 0 | 0 | 0 | 0 | 1 | 0 | 0 | 0 | 0 | 1 | 2 | 10 | 0 |
| National League | 0 | 0 | 0 | 0 | 0 | 1 | 0 | 0 | 0 | 0 | 1 | 7  | 0 |
| WP: Craig Kimbrel (1–0) LP: Wade Davis (0–1) SV: Andrew Miller (1) Home runy: AL: Robinson Canó (1) NL: Yadier Molina (1) |   |   |   |   |   |   |   |   |   |   |   |    |   |

## Składy
| Miotacze - 22 Chris Archer (2) - 68 Dellin Betances (4) - 11 Yū Darvish (4) - 47 Chris Devenski (1) - 32 Michael Fulmer (1) - 60 Dallas Keuchel (2) - 46 Craig Kimbrel (6) - 27 Brandon Kintzler (1) - 28 Corey Kluber (2) - 43 Lance McCullers Jr. (1) - 24 Andrew Miller (2) - 54 Roberto Osuna (1) - 41 Chris Sale (6) - 54 Ervin Santana (2) - 40 Luis Severino (1) - 51 Jason Vargas (1) Łapacze - 13 Salvador Pérez (5) - 24 Gary Sánchez (1) - 32 Matt Wieters (4) DH - 10 Corey Dickerson (1) - 23 Nelson Cruz (5) |  | Wewnątrzpolowi - 17 Yonder Alonso (1) - 27 José Altuve (5) - 22 Robinson Canó (5) - 1 Carlos Correa (1) - 12 Francisco Lindor (2) - 8 Mike Moustakas (2) - 27 José Ramírez (1) - 22 Miguel Sanó (2) - 6 Jonathan Schoop (1) - 14 Justin Smoak (1) Zapolowi - 50 Mookie Betts (2) - 23 Michael Brantley (2) - 26 Avisail García (1) - 99 Aaron Judge (1) - 4 George Springer (1) - 27 Mike Trout (6) - 6 Justin Upton (4) |  | Menadżer - 2 Brad Mills |

| Miotacze - 71 Wade Davis (3) - 21 Zack Greinke (4) - 52 Brad Hand (1) - 56 Greg Holland (3) - 74 Kenley Jansen (2) - 22 Clayton Kershaw (7) - 46 Corey Knebel (1) - 18 Carlos Martínez (2) - 17 Pat Neshek (2) - 38 Robbie Ray (1) - 31 Max Scherzer (5) - 37 Stephen Strasburg (3) - 57 Alex Wood (1) Łapacze - 4 Yadier Molina (8) - 28 Buster Posey (5) |  | Wewnątrzpolowi - 28 Nolan Arenado (3) - 2 Zack Cozart (1) - 44 Paul Goldschmidt (5) - 5 Josh Harrison (2) - 22 Jake Lamb (1) - 9 DJ LeMahieu (2) - 20 Daniel Murphy (3) - 5 Corey Seager (2) - 10 Justin Turner (1) - 19 Joey Votto (5) - 11 Ryan Zimmerman (2) Zapolowi - 35 Cody Bellinger (1) - 19 Charlie Blackmon (2) - 30 Michael Conforto (1) - 34 Bryce Harper (5) - 11 Ender Inciarte (1) - 13 Marcell Ozuna (2) - 27 Giancarlo Stanton (4) |  | Menadżer - 70 Joe Maddon |

- W nawiasie podano liczbę występów w All-Star Game.

## Ostateczne głosowanie
Po ogłoszeniu przez menadżerów pełnych 33-osobowych składów obydwu zespołów, od 2 lipca do 6 lipca 2017 trwało ostateczne głosowanie, mające na celu wyłonienie 34. zawodnika. Najwięcej głosów otrzymali Justin Turner z Los Angeles Dodgers i Mike Moustakas z Kansas City Royals.
| Zawodnik        | Klub            | Pozycja         | Zawodnik        | Klub            | Pozycja         |
| American League | American League | American League | National League | National League | National League |
| --------------- | --------------- | --------------- | --------------- | --------------- | --------------- |
| Elvis Andrus    | Rangers         | SS              | Justin Bour     | Marlins         | 1B              |
| Xander Bogaerts | Red Sox         | SS              | Kris Bryant     | Cubs            | 3B              |
| Didi Gregorius  | Yankees         | SS              | Anthony Rendon  | Nationals       | 3B              |
| Logan Morrison  | Rays            | 1B              | Mark Reynolds   | Rockies         | OF              |
| Mike Moustakas  | Royals          | 3B              | Justin Turner   | Dodgers         | 3B              |